# Bat Out of Hell II: Back Into Hell
Bat Out of Hell II: Back Into Hell é um álbum de Meat Loaf, lançado em 1993.